# Prison Break: Proof of Innocence
Prison Break: Proof of Innocence is een low-budget spin-offserie van de Amerikaanse tv-serie Prison Break. exclusief gemaakt voor mobiele telefoons, de eerste mobisode werd beschikbaar op het internet op 8 mei 2006. elke aflevering is ongeveer 2 minuten lang. hoewel dat deze mobisode serie draait om de samenzwering rond Lincoln Burrows, is de serie niet voorzien van acteurs uit de originele serie.

## Verhaal
Amber McCall, een vriendin van LJ Burrows, krijgt een e-mail van L.J. met een foto van Paul Kellerman, de moordenaar van L.J.'s moeder en stiefvader, met de tekst "Ik heb het niet gedaan; dit is de man." Amber McCall probeert via haar broer, Rob McCall die ook in Fox River zit, L.J.'s onschuld te bewijzen.

## Rolverdeling
- Mandell Maughan als Amber McCall
- John Patrick Jordan als Rob McCall
- Dheeaba Donghrer als Buzz
- Donn C. Harper als Detective Franklin

## Afleveringen
| Nr. | Releasedatum | Titel aflevering |
| --- | ------------ | ---------------- |
| 1   | 8 mei 2006   | proof            |
| 2   | 8 mei 2006   | deeper           |
| 3   | 8 mei 2006   | Trust            |
| 4   | 8 mei 2006   | Heat             |
| 5   | 29 mei 2006  | Insight          |
| 6   | 29 mei 2006  | Ally             |
| 7   | 29 mei 2006  | Closer           |
| 8   | 29 mei 2006  | Switch           |
| 9   | juni 2006    | Contingency      |
| 10  | juni 2006    | Abduction        |
| 11  | juni 2006    | Visit            |
| 12  | juni 2006    | Interrogation    |
| 13  | juni 2006    | Panic            |
| 14  | juni 2006    | Flush            |
| 15  | juni 2006    | Trapped          |
| 16  | juni 2006    | Escape           |
| 17  | juli 2006    | Chase            |
| 18  | juli 2006    | Evade            |
| 19  | juli 2006    | Guidance         |
| 20  | juli 2006    | Battle           |
| 21  | juli 2006    | Consequences     |
| 22  | juli 2006    | Wrinkle          |
| 23  | juli 2006    | Freedom          |
| 24  | juli 2006    | Reunited         |
| 25  | juli 2006    | Busted           |
| 26  | juli 2006    | Horizon          |